# Huynhia pulchra
Huynhia pulchra är en strävbladig växtart som först beskrevs av Carl Ludwig von Willdenow, Roemer och Schultes, och fick sitt nu gällande namn av W. Greuter och Burdet. Huynhia pulchra ingår i släktet Huynhia och familjen strävbladiga växter. Inga underarter finns listade i Catalogue of Life.